# Membraan van Dua

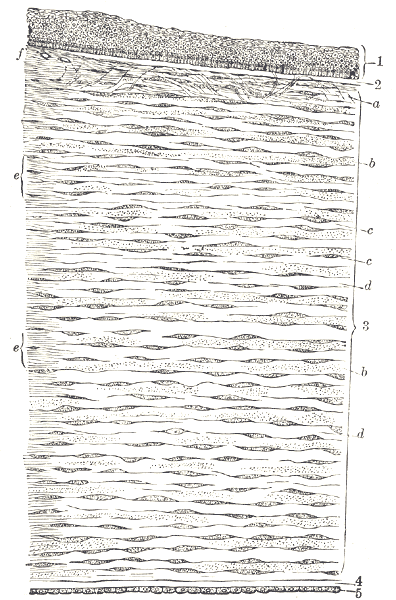
Verticale doorsnede van het hoornvlies.
De membraan van Dua (hier niet afgebeeld) bevindt zich tussen het stroma (3) en de membraan van Descemet (4).

De membraan van Dua is een in 2013 ontdekte dunne laag van het hoornvlies, die gelegen is tussen de membraan van Descemet en het stroma. De 15 micrometer dikke laag werd ontdekt door professor Harminder Dua en is sterk genoeg om 1,5 tot 2 bar druk op te vangen.
Dua's laag werd ontdekt door kleine luchtbellen te injecteren in de verschillende in hoornvliezen en deze met een elektronenmicroscoop te onderzoeken. De ontdekking van deze laag wordt van belang geacht in de verdere ontwikkeling van het kunstmatige hoornvlies en de behandeling van bepaalde oogaandoeningen.